# Lejesoldatskrigen
Lejesoldatskrigen (241 – 237 f.Kr.), også kendt som Lejesoldaternes krig eller den Våbenløse Krig, var et mytteri af tropper, der var blevet hyret af Karthago i slutningen af den Første Puniske Krig (264 – 241 f.Kr.). Mytteriet blev støttet af en opstand fra afrikanske bosættelser, der gjorde oprør mod karthagisk kontrol. Krigen varede fra 241 f.Kr. til slutningen af 238  f.Kr. (eller begyndelsen af 237 f.Kr.), og endte med at Karthago nedkæmpede både mytteriet og den lokale opstand.
Krigen begyndte i 241 f.Kr. som en strid om udbetaling af løn til 20.000 udenlandske soldater, der havde kæmpet for Karthago på Sicilien under den Første Puniske Krig. Da et kompromis syntes at være indgået, brød hæren ud i fuldskala mytteri under ledelse af Spendius og Mathos. 70.000 afrikanere fra de områder Karthago kontrollerede strømmede til for at slutte sig til mytteriet og bragte forsyninger og finansiering med sig. Krigstrætte Karthago klarede sig dårligt i krigens begyndelse – især under Hannos generalskab. Hamilkar Barkas, en veteran fra kampagnerne på Sicilien under den Første Puniske Krig (og far til Hannibal Barkas), fik delvist givet kommandoen over hæren i 240 f.Kr. og fik endeligt givet den øverste kommando i 239 f.Kr. Han ledte succesfuldt den karthagiske hær og demonstrerede indledningsvis godsind og barmhjertighed i et forsøg på at vinde oprørerne over. For at forhindre dette torturerede Spendius og Autaritus 700 karthagiske fanger til døde (inklusive Gisco) i 240 f.Kr., hvorefter krigen blev ført med stor brutalitet på begge sider.
I begyndelsen af 237 f.Kr., efter adskillige tilbageslag, blev oprørerne besejret og deres byer bragt tilbage under karthagisk kontrol. En ekspedition var blev forberedt til at genbesætte Sardinien, hvor mytterisoldater havde slagtet alle karthagere. Rom erklærede dog, at dette ville være en krigshandling, hvorefter de besatte både Sardinien og Korsika – i strid med den nylige fredsaftale, der var blevet indgået i forbindelse med afslutningen af den Første Puniske Krig. Dette er blevet betragtet som den største enkeltårsag til, at der udbrød krig mellem Karthago og Rom igen i 218 f.Kr. (den Anden Puniske Krig).

## Primære kilder
Hovedkilden til næsten alle aspekter af de puniske krige er historikeren Polybius ( ca. 200 – ca. 118 BC ), en græker sendt til Rom i 167 f.Kr. som gidsel. Hans værker inkluderer en nu tabt manual om militær taktik, men han er i dag mest kendt for Historierne (engelsk:The Histories), skrevet engang efter 146 f.Kr., eller omkring et århundrede efter lejesoldatskrigen. Polybius' værk anses generelt for objektivt og stort set neutralt i forhold til karthagiske og romerske synspunkter.
Karthagiske skriftlige kilder blev ødelagt sammen med deres hovedstad, Kartago, i 146 f.Kr. og Polybius' beretning om lejesoldatskrigen er derfor baseret på flere – i dag forsvundne/mistet – græske og latinske kilder. Polybius var en analytisk historiker og interviewede så vidt muligt personligt deltagere i de begivenheder, som han skrev om. Han var med i Scipio Aemilianus ' stab, da førstnævnte ledte en romersk hær under den tredje puniske krig på et felttog gennem mange af de steder, hvor lejesoldatskrigen også havde fundet sted. Kun en del af den første bog af de i alt 40, der udgør Historierne, omhandler lejesoldatskrigen. Nøjagtigheden af Polybius' beretning har været meget omdiskuteret i løbet af de sidste 150 år, men den moderne konsensus er generelt at acceptere denne kilde. Detaljerne om lejesoldatskrigen i moderne kilder er næsten udelukkende baseret på fortolkningerne fra Polybius' beretning. Den moderne historiker Andrew Curry mener, at "Polybius viser sig at [være] ret pålidelig"; mens Craige Champion beskriver ham som "en bemærkelsesværdig velinformeret, flittig og indsigtsfuld historiker". Andre, senere, historier om krigen eksisterer, men i fragmentarisk eller sammenfattende form. Moderne historikere tager også Diodorus Siculus og Dio Cassius' senere historier i betragtning, selvom klassicisten Adrian Goldsworthy har udtalt, at "Polybius' beretning normalt er at foretrække, når den adskiller sig fra nogen af vores andre beretninger". Andre kilder omfatter inskriptioner, mønter og arkæologiske beviser.

## Baggrund
Den Første Puniske Krig blev udkæmpet mellem Karthago og Rom – de to stormagter i det vestlige Middelhav i det 3. århundrede f.Kr. – og varede i 23 år, fra 264 til 241 f.Kr. Rom eksisterer stadig som nutidens Italiens hovedstad, mens Kartago blev raseret af Rom i forbindelse med den Tredje Puniske Krig; dens ruiner ligger 16 km øst for det moderne Tunis på den nordafrikanske kyst. De to magter kæmpede om overherredømmet over primært middelhavsøen Sicilien og dens omkringliggende farvande men også om Nordafrika. Det var den længste sammenhængende konflikt og repræsenterer antikkens største søkrig. Efter enorme materiel- og menneskelige tab på begge sider blev karthagerne besejret. Det karthagiske senat beordrede kommandøren for sine styrker på Sicilien, Hamilkar Barkas, til at forhandle en fredsaftale; han delegerede dette til sin stedfortræder Gisco. Lutatius-traktaten blev underskrevet og bragte den Første Puniske Krig til sin afslutning. I henhold til traktatens betingelser skulle Karthago evakuere sig fra Sicilien, udleverede alle fanger taget under krigen og betalte en krigsskadeerstatning på 3.200 talenter – 1.000 talenter af dette skulle  betales straks, mens resten skulle betales over ti år.
Mens krigen med Rom udspillede sig, ledte den karthagiske general Hanno – som var en af flere karthagiske Hanno'er kendt som "den store" – en række krigskampagner, som i høj grad øgede det område af Afrika, som Karthago kontrollerede. Han udvidede Karthagos kontrol til Theveste (moderne Tébessa, Algeriet) 300 km sydvest for dets hovedstad. Hanno var hård til at presse skatter ud af det nyligt erobrede område for på denne måde at betale for både krigen med Rom og hans felttog. Halvdelen af al landbrugsproduktion blev taget som krigsskat, og den tidligere skat fra byer blev fordoblet. Disse krav blev hårdt håndhævet, hvilket forårsagede ekstreme vanskeligheder og dårligere levevilkår i mange områder.
Karthagiske hære var næsten altid sammensat af udlændinge; borgere tjente kun i hæren, hvis der var en direkte trussel mod byen Karthago. Størstedelen af disse udlændinge var fra Nordafrika. De antikke libyere sørgede for infanteri udstyret med store skjolde, hjelme, korte sværd og lange stødspyd; samt stødkavaleri, der bar spyd. Begge disse enheder blev kendt for deres disciplin og udholdenhed. Numidianerne sørgede for let kavaleri, der kastede spyd på afstand og undgik nærkamp, samt spydbevæbnede infanteri. Både Spanien og Gallien stillede med erfarent infanteri; tropper, der ville angribe voldsomt, men som havde ry for at desertere, hvis kampen blev langvarig. Det libyske infanteri og borgermiliter, når de var til stede, ville kæmpe i en tætpakket formation kendt som en falanks. To tusinde mænd med slyngler blev rekrutteret fra De Baleariske Øer. Sicilianere og italienere havde også sluttet sig til dem under krigen. Karthagerne brugte ofte krigselefanter ; Nordafrika havde oprindelige afrikanske skovelefanter på det tidspunkt. Romerske kilder omtaler disse fremmedkrigere nedsættende som "lejesoldater", men Goldsworthy beskriver dette som "en grov overforenkling". De tjente under en række forskellige arrangementer og aftaler. For eksempel var nogle regulære tropper fra allierede byer eller kongeriger udstationeret i Karthago som en del af formelle aftaler.

### Mytteri
Hamilkar forlod i raseri Sicilien, efter han havde modtaget ordre om at slutte fred med romerne. Han var overbevist om at overgivelsen var unødvendig. Evakueringen af den karthagiske hær på 20.000 mand fra Sicilien blev overladt i hænderne på Gisco. Da Gisco ikke ønskede, at de nyligt ledige lejesoldater skulle forene sig om eventuelle egne mål, opdelte Gisco hæren i små delinger baseret på soldaternes oprindelsesregioner. Han sendte disse tilbage til Karthago én ad gangen. Han forventede, at de omgående ville få udbetalt de flere års løn, som Karthago skyldte dem, og efterfølgende ville skynde sig hjem. De karthagiske myndigheder besluttede dog i stedet at afvente, indtil alle tropperne var ankommet, og først herefter forsøge at forhandle en løsning med lavere lønningssatser. I mellemtiden, i takt med at hver gruppe ankom, blev disse indkvarteret i byen Karthago, hvor civilisationens fordele blev værdsat fuldt ud – efter soldaterne havde udlevet op til otte års belejring på Sicilien. Denne "tumultariske løssluppenhed" alarmerede byens myndigheder så meget, at de – inden alle de 20.000 tropper var ankommet – blev flyttet til Sicca Veneria (moderne El Kef), 180 km væk, til trods for at meget af deres restance skulle betales, før de ville gå.
Befriet for deres lange periode med militær disciplin og uden noget at gøre, beklagede mændene sig indbyrdes og modsatte sig alle forsøg, fra karthagerne side, på at betale dem mindre end det fulde beløb, som karthagerne skyldte dem. Alle 20.000 tropper marcherede efterfølgende til Tunis, 16 km fra Karthago, efter at de var blev frustreret med de karthagiske forhandleres forsøg på at betale dem mindre end fulde beløb. Dette afstedkom, at senatet i Karthago gik i panik og indvilligede i at betale det fulde beløb. Tropper reagerede på dette ved at kræve endnu mere. Gisco, som havde et godt ry hos hæren, blev hentet til Karthago fra Sicilien i slutningen af 241 f.Kr. og blev sendt til troppernes lejr med penge nok til at betale det meste af det, som Karthago skyldte dem. Han begyndte at udbetale dette med løfter om, at saldoen ville blive betalt, så snart den kunne hæves. Utilfredsheden så ud til at være aftaget, da disciplinen af en eller anden ukendt årsag brød sammen. Flere soldater insisterede på, at ingen aftale med Karthago var acceptabel, hvorefter et optøj udbrød, hvor modstandere blev stenet til døde. Gisco og hans stab blev taget til fange, og hans penge blev beslaglagt. Spendius, en romersk slave som var flygtet og stod over for døden ved tortur, hvis han blev genfanget, og Mathos, en berber, der var utilfreds med Hannos synspunkt om skatteforhøjelse fra Karthagos afrikanske besiddelser, blev udnævnt som generaler. Nyheden om en dannet, erfaren, anti-karthaginsk hær i hjertet af dets territorium spredte sig hurtigt, og mange byer rejste sig i oprør. Proviant, penge og forstærkninger strømmede ind. I henhold til Polybius tilsluttede yderligere 70.000 mand sig mytteriet. Oprørsmønter fra denne periode læste 'fra libyerne', hvilket indikerer, at de mytteriske tropper blev hyret af de libyske byer. Således kan de oprørske libyere være blevet ledet af Zarzas. Andre mønter præget af oprørerne blev indgraveret med de puniske bogstaver "A, M eller Z", hvilket historikeren Louis Rawlings formoder kan forklares med, at disse bogstaver stod for oprørernes hovedledere: Autaritus, Mathos og Zarzas. Lønstriden var blevet et fuldskalaoprør, som truede Karthagos eksistens som stat.

## Krigen

### Hanno
Hanno tog som chef for Karthagos afrikanske hær kommandoen. De fleste af afrikanerne i hans styrke forblev loyale, da de var vant til at bekrige og handle mod deres medafrikanere. Hans ikke-afrikanske styrker var forblevet indkvarteret i Karthago, da Siciliens hær blev fordrevet, og forblev også loyale overfor ham. De få tropper, der stadig var på Sicilien, blev betalt og udstationeret med Hanno. Der blev ligeledes rejst penge til at hyre friske tropper. Et ukendt antal karthagiske borgere blev ligeledes hvervet ind i Hannos hær. Inden Hanno havde samet denne styrke, havde oprørerne allerede blokeret Utica og Hippo (moderne Bizerte).
I begyndelsen af 240 f.Kr. drog Hanno afsted med sin hær for at frigøre Utica for dens belejring. Han havde 100 elefanter og belejringsvåben med sig. Hanno stormede oprørernes lejr i forbindelse med slaget ved Utica, og hans elefanter ødelagde belejringen. Hannos hær indtog oprørernes lejr, hvorefter Hanno kunne lade sig triumfere ind gennem byen. Men de kamphærdede veteraner fra den sicilianske hær havde – uden at karthagerne havde forfulgt dem – trukket sig tilbage og omgrupperet i de nærliggende bakker. Karthagerne, der var vant til at kæmpe mod militserne i de numidiske byer, fejrede stadig deres sejr, da oprørerne indledte deres modangreb. Karthagerne flygtede med store tab af menneskeliv til følge. De havde mistet store dele af deres forsyninger og belejringsvåben. Den resterende del af året stødte Hanno sammen med oprørsstyrken lejlighedsvis, men lykkes ikke med nedkæmpe denne eller sætte den i ugunstige kampsituationerne. Militærhistorikeren Nigel Bagnall skriver bl.a. om Hannos "inkompetence som feltkommandant".
Rom nægtede at drage fordel af Karthagos problemer. Det blev således bl.a. gjort forbudt for italienere at handle med oprørerne, mens det blev opfordret at handle med Karthago. 2.743 karthagiske fanger, der stadig var tilbageholdt, blev løsladt uden en løsesum var påkrævet og blev derefter straks indskrevet i Karthagos hær. Hiero, kongen af det romerske satellitkongerige Syracusa, fik lov til at forsyne Karthago med de store mængder mad, som det havde brug for, idet det ikke længere var i stand til at fremskaffe dette fra dets bagland. I slutningen af 240 f.Kr. (eller begyndelsen af 239 f.Kr.) sluttede de karthagiske garnisoner på Sardinien sig til mytteriet og dræbte deres officerer og øens guvernør. Karthagerne sendte en styrke for at generobre øen. Da det ankom gjorde dets medlemmer også mytteri og tilsluttede sig de tidligere mytterister og dræbte alle karthagerne på øen. Mytteristerne appellerede derefter til Rom om beskyttelse, hvilket blev afvist. Klassikeren Richard Miles skriver, at "Rom ikke var i stand til at indlede endnu en krig" og ønskede at undgå at få ry for at støtte mytteri oprør.

### Hamilkar
I løbet af 240 f.Kr. rejste karthagerne en anden – mindre – styrke på cirka 10.000. Denne styrke omfattede desertører fra oprørerne, 2.000 kavalerister og 70 elefanter. Styrken blev underlagt Hamilkars kommando, som tidligere havde kommanderet de karthagiske styrker på Sicilien i de sidste seks år af den Første Puniske Krig. Oprørerne havde positioneret sig langs Bagradas-floden med 10.000 mand under Spendius' kommando. Hamilkar var derpå nødsaget til at krydse floden, hvis han skulle have adgang til åbent land, hvor han kunne manøvrere. Det lykkes at krydse floden, men Spendius blev forstærket af yderligere 15.000 tropper, som var ankommet fra Utica. Oprørshæren på 25.000 rykkede frem for at angribe Hamilkar i slaget ved Bagradas-floden. Hvad der derefter skete er uklart: angiveligt foregav Hamilkar et tilbagetog, hvilket fik oprørerne til at bryde deres rækker i et forsøg på at forfølge karthagerne. Herefter vendte karthagerne sig i god orden og modangreb oprørerne, hvilket afstedkom at oprørerne mistede 8.000 mand.
Hamilkar blev udnævnt til fælles kommandør for den karthagiske hær sammen med Hanno, men der var intet samarbejde mellem de to. Mens Hanno manøvrerede mod Mathos mod nord nær Hippo, konfronterede Hamilkar forskellige byer, som havde tilsluttet sig oprørerne. Det lykkes her Hamilkar at få disse byer til igen at sværge troskab til Karthago, som følge af en varierende grad af diplomati og militærmagt. Han blev overskygget af de øverstbefalende oprørsstyrke, som holdt sig på afstand og tog position i ujævnt terræn. Dette gjorde, at Hamilkars kavaleri og elefanter ikke kunne manøvrere ligeså effektivt. Samtidig huserede oprørerne Hamilkars tropper og spejdere. Sydvest for Utica manøvrerede Hamilkar sine styrker ind i bjergene i et forsøg på at bringe oprørerne i kamp, men han blev omringet. Karthagerne blev kun reddet fra ødelæggelse, da en numidiansk leder, Naravas, som havde tjent med og beundret Hamilkar på Sicilien, valgte at skifte side og bragte 2.000 kavalerister med sig. Dette viste sig at være katastrofalt for oprørerne, og i det efterfølgende slag mistede de 10.000 tropper mens 4.000 blev tilfangetaget.

### Den Våbenløse Krig
Hamilkar havde siden han forlod Karthago behandlet de oprører, som han havde taget til fange, godt og tilbudt dem at vælge at slutte sig til hans hær eller få fri passage hjem. Han gav det samme tilbud til de 4.000 fanger fra det seneste slag. Oprørslederne opfattede denne generøse behandling som den motiverende faktor for, at Naravas' havde valgt at skifte side. De frygtede, at dette ville være med at opløse deres hær; og de var klar over, at sådanne generøse vilkår ikke ville blive forlænget til dem personligt. For at forhindre dette i at ske og samtidig fjerne enhver velvilje mellem parterne, besluttede Spendius – tilskyndet af af sin medoprørsleder Autaritus – at torturere 700 karthagiske fanger, inklusive Gisco, til døde. De karthagiske fanger fik skåret deres hænder af, blev kastreret, fik deres ben knust og blev smidt i en brønd og begravet levende. Autaritus fremhæves af Polybius som en hovedmændene bag denne massakre. Hamilkar gengældte dette ved  dræbe sine fanger. Fra dette tidspunkt viste ingen af parterne nogen barmhjertighed, og den usædvanlige grad af voldsomhed i kampene fik Polybius til at betegne det som den "våbenløse krig". Fremadrettet blev tilfangetaget fanget af karthagerne trampet ihjel af elefanter.
Mellem marts og september 239 f.Kr. dræbte de tidligere loyale byer Utica og Hippo deres karthagiske garnisoner og sluttede sig til oprørerne. Befolkningen i Utica tilbød deres by til romerne, som – i overensstemmelse med deres svar til mytteristerne på Sardinien – afslog. De oprørere, der tidligere opererede i området, rykkede sydpå og belejrede Karthago.
Med en klar overlegenhed med hensyn til kavaleri valgte Hamilkar at angribe oprørernes forsyningslinjer omkring Karthago. I midten af 239 f.Kr. tilsluttede Hanno og hans hær sig Hamilkar, men de to mænd var uenige om den bedste strategi, hvilket afstedkom at de militæroperationer blev lammet. Usædvanligt blev valget af øverste chef sat til afstemning i hæren – muligvis kun blandt militærledere – og Hamilkar blev valgt. Hanno forlod efterfølgende hæren. I begyndelsen af 238 f.Kr. tvang manglen af forsyninger oprørerne til at ophæve belejringen af Karthago. De trak sig efterfølgende tilbage til Tunis, hvorfra de opretholdt en mere fjern blokade. Mens Mathos opretholdt blokaden, ledte Spendius 40.000 mand mod Hamilkar. Som tilfældet havde været i det foregående år, valgte oprørerne at positionere sig i det højere og mere barske terræn og chikanerede den karthagiske hær. Efter en periode med forskellige militære kampagner – hvis detaljer og resultater er uklare i diverse kilder – fangede Hamilkar oprørerne i et pas eller bjergkæde kendt som Saw. Fanget mod/mellem bjerge og med deres forsyninger af mad ophørte, spiste oprørerne først deres heste, dernæst deres fanger og deres slaver i håb om, at Mathos ville drage ud fra Tunis for at komme dem til undsætning. Afslutningvis tvang de omringede oprørere deres ledere til at tale med Hamilkar. Her blev Spendius og hans løjtnanter taget til fange. Oprørerne forsøgte derefter at kæmpe sig ud i slaget ved Saw, hvor de blev massakreret.
Hamilkar marcherede efterfølgende mod Tunis og belejrede byen i slutningen af 238 f.Kr. Byen var vanskelig at tilgå fra både øst og vest, så Hamilkar indtog en position mod syd med halvdelen af hæren, mens hans stedfortræder Hannibal indtog en position mod nord med den resterende del af hæren. De oprørsledere, som var blevet taget til fange før slaget ved Saw, blev korsfæstet, så hele byen kunne se det. Mathos beordrede et storstilet natangreb, som overraskede karthagerne, som led mange tab. En af deres lejre blev overløbet, og de mistede mange forsyninger. Derudover blev Hannibal og en delegation på 30 karthagiske aristokrater, der besøgte hæren, taget til fange. De blev tortureret og derefter naglet til de kors, der tidligere var blev brugt til at korsfæste Spendius og hans løjtnanter. Hamilkar opgav efterfølgende belejringen og trak sig tilbage mod nord.
Senatet opfordrede til forsoning mellem Hanno og Hamilkar, og de blev enige om at tjene sammen. I mellemtiden havde Mathos og hans hær forladt Tunis og marcherede 160 km sydpå til den velhavende by Leptis Parva, som havde rejst sig mod Karthago tidligere i krigen. Hanno og Hamilkar marcherede efter dem med en hær på i alt ca. 40.000 mand, som omfattede alle karthaginsk borgere i den militærdygtige alder. I stedet for at vente på at blive belejret mødte oprørerne karthagerne i åben kamp i midten til slutningen af 238 f.Kr. Ingen detaljer om slaget har overlevet, men de resterende 30.000 oprørere blev udslettet og Mathos taget til fange med få tab for karthagerne. Alle andre fanger blev korsfæstet, mens Mathos blev slæbt gennem Karthagos gader og tortureret ihjel af dets indbyggere. De fleste af de byer, som ikke allerede havde svoret troskab til Karthago, gjorde det nu – med undtagelse af Utica og Hippo, hvis indbyggere frygtede hævn for deres massakre på karthagerne. De forsøgte at holde stand, men Polybius beretter, at de også "hurtigt" overgav sig – sandsynligvis i slutningen af 238 eller meget tidligt i 237 f.Kr. De overgivne byer blev behandlet mildt, selvom de blev underlagt karthagiske guvernører.

### Sardinien
Sandsynligvis i 237 f.Kr. rejste de indfødte indbyggere på Sardinien sig og fordrev mytterisoldaterne, som efterfølgende søgte tilflugt i Italien. Da krigen i Afrika sluttede, appellerede de igen om romersk hjælp. Denne gang gik romerne med til det og forberedte en ekspedition, som skulle erobre både Sardinien og Korsika. Det er uklart fra kilderne, hvorfor romerne handlede anderledes end tre år tidligere. Polybius mente, at denne handling var uforsvarlig. Karthago sendte en delegation til Rom, som citerede Lutatius-traktaten og påpegede, at de forberedte deres egen ekspedition, der havde til hensigt at generobre øen (som de havde besiddet i mere end 300 år). Det romerske senat påpegede kynisk, at de betragtede forberedelsen af denne ekspedition som en krigshandling. Deres fredsbetingelser var afståelsen af Sardinien og Korsika og betalingen af yderligere 1.200 talenter. Svækket af 30 års krig indvilligede Karthago i betingelserne, i stedet for at starte en konflikt med Rom igen.

## Efterspil
Romerne krævede en stærk militær tilstedeværelse på Sardinien og Korsika i mindst de efterfølgende syv år, da de kæmpede for at undertrykke de lokale indbyggere. Roms beslaglæggelse af Sardinien og Korsika samt den ekstra godtgørelse gav anledning til vrede i Karthago. Polybius anså denne handling fra romernes side for at være den største enkeltårsag til den efterfølgende krig, som udbrød nitten år senere (Anden Puniske Krig). Hamilkar Barkas' rolle i sejren øgede i høj grad Barkas-familiens prestige og magt. Umiddelbart efter krigen førte Hamilkar mange af sine veteraner på en ekspedition for at udvide karthagernes besiddelser i den sydlige del af den Iberiske Halvø; dette skulle efterfølgende blive en semi-autonomt Barkas-besiddelse. Hannibal Barkas belejrede i 218 f.Kr. den romersk-beskyttede by Saguntum i den østlige del af den Iberiske Halvø, hvilket var den begivenhed, der antændte den Anden Puniske Krig.
Historikeren Dexter Hoyos skriver, at "den våbensløse krig (...) producerede en fuldstændig og vedvarende ændringer af Karthagos hjemlige formuer og militære orientering". Miles er enig i, at der var "en periode med dybtgående politisk transformation". Karthago genvandt aldrig kontrollen over sin hær: Generaler blev ved med at blive, ligesom Hamilkar, udnævnt af deres hære; tropperne i Spanien blev reelt Barkas-familiens private hær. Internt overtrumfede udtalelser fra både Barkas-familien og Folkeforsamlingen i stigende grad de gamle og etablerede organer i Senatet og Tribunalet.

## Eksterne links
- Appians opsummering af krigen på Livius.org
- Oversættelse af Polybius' Historierne